# Live at the BBC (álbum de Dire Straits)
Live at the BBC es un álbum en vivo de la banda británica Dire Straits, grabado entre las ediciones de Dire Straits y Making Movies, lanzado en 1995. Según Mark Knopfler, su publicación vino condicionada por la deuda del grupo con PolyGram en función a su contrato, en el cual se estipulaba la publicación de un nuevo disco antes de la separación del grupo.
Los siete primeros temas fueron grabados para el programa "Live in Concert" de la BBC el 22 de julio de 1978. "Tunnel of Love" fue grabada para el programa "Old Grey Whistle Test" el 31 de enero de 1981. 
El álbum incluye una canción inédita, "What's The Matter Baby?", coescrita por David Knopfler.

## Lista de canciones
Todas las canciones compuestas por Mark Knopfler excepto donde se anota.
1. "Down to the Waterline" – 4:10
2. "Six Blade Knife" – 3:47
3. "Water of Love" – 5:29
4. "Wild West End" – 5:12
5. "Sultans of Swing" – 6:38
6. "Lions" – 5:26
7. "What's The Matter Baby?" (D. Knopfler, M. Knopfler) – 3:20
8. "Tunnel of Love" (Intro: "Carousel Waltz" by Rodgers & Hammerstein) – 11:56

## Personal
- John Illsley: bajo
- David Knopfler: guitarra y teclados (excepto en "Tunnel of Love")
- Mark Knopfler: guitarra y voz
- Pick Withers: batería
- Hal Lindes: guitarra en "Tunnel of Love"
- Alan Clark: teclados en "Tunnel of Love"

- Datos: Q1256572